# Damaso
Damaso (pronunciato Dàmaso) è un nome proprio di persona italiano maschile. 

## Varianti
- Femminili: Damasa[4][5]

### Varianti in altre lingue
- Albanese: Damasi
- Basco: Damas[6]
- Catalano: Damas[6]
- Croato: Damaz
- Francese: Damase
- Galiziano: Dámaso[6]
- Georgiano: დამასუს (Damasus)
- Greco antico: Δάμασος (Damasos)[2][4][6]
- Greco moderno: Δάμασος (Damasos)
- Latino: Damasus[1][2][4]
- Lettone: Damass
- Lituano: Damasas
- Polacco: Damazy
- Portoghese: Dâmaso
- Russo: Дамасий (Damasij)
- Slovacco: Damazus
- Sloveno: Damaz
- Spagnolo: Dámaso[4][6]
  - Femminili: Dámasa
- Ucraino: Дамасій (Damasij)
- Ungherese: Damáz, Damaszosz

## Origine e diffusione
Damaso deriva dal nome greco Δάμασος  (Damasos), latinizzato in Damasus. Si tratta di una forma abbreviata di altri antichi nomi greci contenenti il verbo δαμάζω/δαμνάω/δάμνημι (damázō/damnáō/dámnēmi, "domare"), quali Damasippo, Damasicle e Ippodamante; lo stesso verbo si ritrova anche nei nomi Damiano e Admeto. Il significato del nome può quindi essere interpretato come "domatore" (in riferimento, in ambienti cristiani, al "domare la carne).
Il nome, attestato nell'antichità solo per alcuni personaggi greci (fra cui Damaso, un guerriero dell'Iliade), venne portato nel IV secolo da san Damaso I, papa di origine spagnola; è a lui che si deve la diffusione odierna del nome, più usato in Spagna che in Italia.

## Onomastico

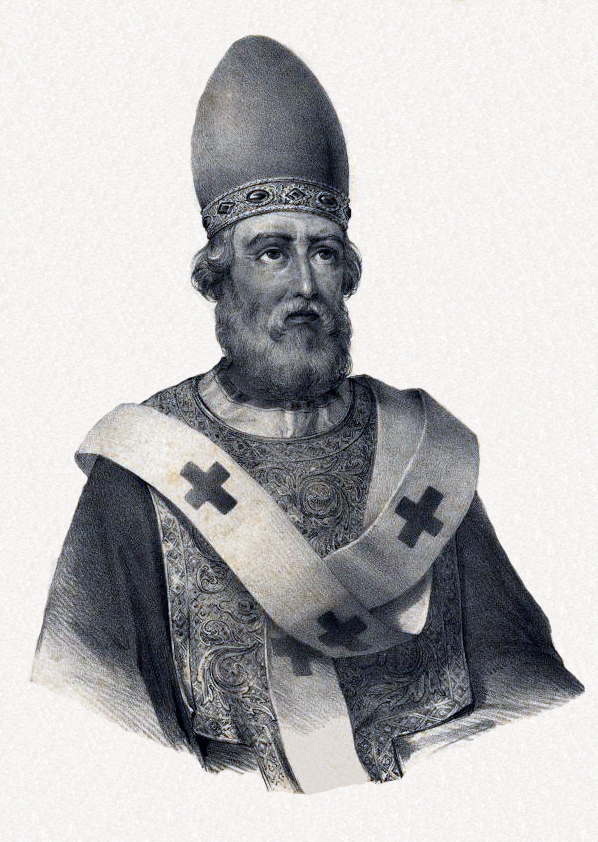
Papa Damaso I

L'onomastico si può festeggiare in memoria di san Damaso I, papa della Chiesa cattolica, commemorato l'11 dicembre; con questo nome si ricorda anche, il 19 agosto, il beato Dámaso Luis, religioso lasalliano, martire a Valdepeñas.

## Persone
- Damaso, linguista italiano
- Damaso I, papa
- Damaso II, papa
- Damaso da Celle Ligure, presbitero italiano
- Damaso Bianchi, artista italiano
- Damaso Pio De Bono, vescovo cattolico italiano

### Variante Dámaso

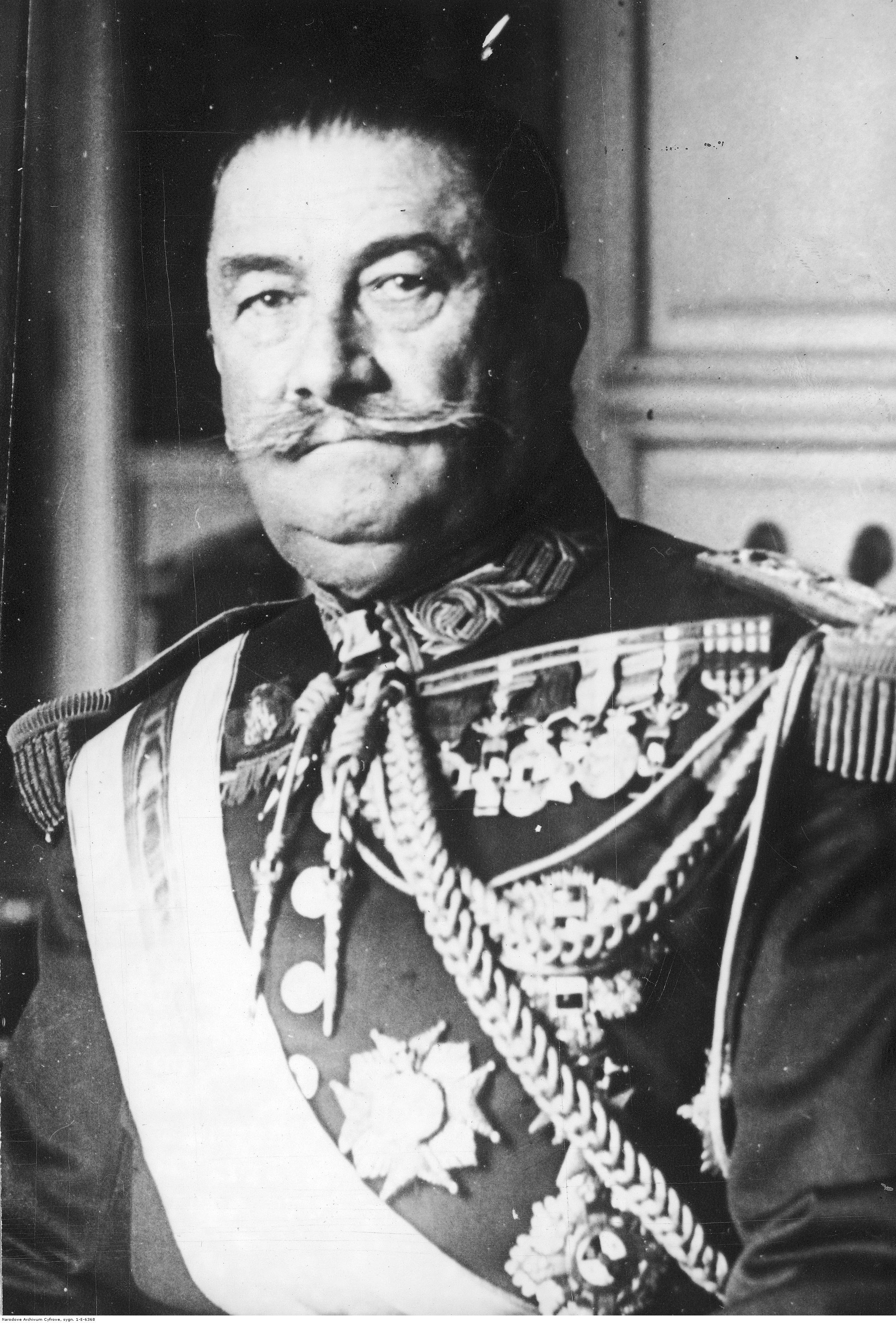
Dámaso Berenguer

- Dámaso Alonso, poeta, scrittore e filologo spagnolo
- Dámaso Berenguer, politico spagnolo
- Luis Antonio Dámaso de Alonso, vero nome di Gilbert Roland, attore messicano naturalizzato statunitense
- Carlos Dámaso Martínez, scrittore, saggista, sceneggiatore e docente universitario argentino
- Dámaso Rodríguez Martín, serial killer spagnolo